# World Padel Tour 2021
 (novembre 2023).
La mise en forme du texte ne suit pas les recommandations de Wikipédia : il faut le « wikifier ».
Les points d'amélioration suivants sont les cas les plus fréquents :
- Les titres sont pré-formatés par le logiciel. Ils ne sont ni en capitales, ni en gras.
- Le texte ne doit pas être écrit en capitales (les noms de famille non plus), ni en gras, ni en italique, ni en « petit »…
- Le gras n'est utilisé que pour surligner le titre de l'article dans l'introduction, une seule fois.
- L'italique est rarement utilisé : mots en langue étrangère, titres d'œuvres, noms de bateaux, etc.
- Les citations ne sont pas en italique mais en corps de texte normal. Elles sont entourées par des guillemets français : « et ».
- Les listes à puces sont à éviter, des paragraphes rédigés étant largement préférés. Les tableaux sont à réserver à la présentation de données structurées (résultats, etc.).
- Les appels de note de bas de page (petits chiffres en exposant, introduits par l'outil «  Source ») sont à placer entre la fin de phrase et le point final[comme ça].
- Les liens internes (vers d'autres articles de Wikipédia) sont à choisir avec parcimonie. Créez des liens vers des articles approfondissant le sujet. Les termes génériques sans rapport avec le sujet sont à éviter, ainsi que les répétitions de liens vers un même terme.
- Les liens externes sont à placer uniquement dans une section « Liens externes », à la fin de l'article. Ces liens sont à choisir avec parcimonie suivant les règles définies. Si un lien sert de source à l'article, son insertion dans le texte est à faire par les notes de bas de page.
- La présentation des références doit suivre les conventions bibliographiques. Il est recommandé d'utiliser les modèles {{Ouvrage}}, {{Chapitre}}, {{Article}}, {{Lien web}} et/ou {{Bibliographie}}. Le mode d'édition visuel peut mettre en forme automatiquement les références.
- Insérer une infobox (cadre d'informations à droite) n'est pas obligatoire pour parachever la mise en page.

Pour une aide détaillée, merci de consulter Aide:Wikification.
Si vous pensez que ces points ont été résolus, vous pouvez retirer ce bandeau et améliorer la mise en forme d'un autre article.
Navigation
World Padel Tour 2020 World Padel Tour 2022
Le World Padel Tour 2021 est la neuvième édition du circuit professionnel de padel World Padel Tour. Cette édition s'est déroulée tout au long de l'année 2021, regroupant 25 tournois de catégories masculines et féminines.

## Calendrier
Les tournois se partagent en trois catégories, répartissant de manière différente les points :
- Master

- Open 

- Challenger
A la fin de l'année se déroule le Master Final, réunissant les 16 meilleurs joueurs et joueuses de l’année au classement Race du WPT.
Après une édition 2020 marquée par la Pandémie de Covid-19 (où seuls trois tournois ne se sont pas disputés à huis clos), l'organisateur du circuit World Padel Tour, le groupe Damm, a misé local avec 20 tournois sur 25 organisés en Espagne, afin de limiter les déplacements, compliqués en cette période de crise sanitaire, et de faciliter la logistique.
Le calendrier compte cette saison 25 tournois répartis dans 6 pays différents.
Sur le plan sportif, de nombreux changements de partenaires ont été officialisés en début d'année parmi les joueurs masculin et féminin les mieux classés du circuit :
Sur le circuit masculin, les principaux changements incluent l'union de Fernando Belasteguín et Sanyo Gutiérrez, Agustín Tapia et Pablo Lima, Paquito Navarro et Martín Di Nenno, Franco Stupaczuk et Álex Ruíz, Maxi Sánchez et Tito Allemandi, Juan Martín Díaz et Coki Nieto, et Momo González et Javi Rico.
D'autre part, les paires Juan Tello et Federico Chingotto, Javier Ruiz et Uri Botello, Matías Díaz et Agustín Gómez Silingo et surtout les numéros un Juan Lebrón et Alejandro Galán maintiennent leur alliance pour cette nouvelle saison.
Sur le circuit féminin, l'année 2020 s'est terminée avec la séparation des numéros un Gemma Triay et Lucía Sainz. Pour le World Padel Tour 2021, les principaux changements incluent l'union de Gemma Triay et Alejandra Salazar, Lucía Sainz et Bea González, Ariana Sánchez et Paula Josemaría, Elisabeth Amatriaín et Sofia Araújo, Patricia Llaguno et María Virginia Riera, Aranzazu Osoro et Victoria Iglesias, ainsi que Cata Tenorio et Ana Catarina Nogueira. Parmi les paires qui restent ensemble, on peut noter la paire Marta Marrero et Marta Ortega, ainsi que les jumelles Majo Sánchez Alayeto et Mapi Sánchez Alayeto.
Le calendrier de l'année 2021 est le suivant :
| Tournoi             | Ville               | Pays      | Dates                       | Ref    |
| ------------------- | ------------------- | --------- | --------------------------- | ------ |
| Madrid Open         | Madrid              | Espagne   | 4 avril - 11 avril          | [ 5 ]  |
| Alicante Open       | Alicante            | Espagne   | 18 avril - 25 avril         | [ 6 ]  |
| Vigo Open           | Vigo                | Espagne   | 2 mai - 9 mai               | [ 7 ]  |
| Santander Open      | Santander           | Espagne   | 24 mai - 30 mai             | [ 8 ]  |
| Marbella Master     | Marbella            | Espagne   | 7 juin - 13 juin            | [ 9 ]  |
| Valladolid Master   | Valladolid          | Espagne   | 21 juin - 27 juin           | [ 10 ] |
| València Open       | Valence             | Espagne   | 6 juillet - 11 juillet      | [ 11 ] |
| Marbella Challenger | Marbella            | Espagne   | 12 juillet - 18 juillet     | [ 12 ] |
| Las Rosas Open      | Las Rozas de Madrid | Espagne   | 19 juillet - 25 juillet     | [ 13 ] |
| Lerma Challenger    | Lerma               | Espagne   | 26 juillet - 1 août         | [ 14 ] |
| Málaga Open         | Málaga              | Espagne   | 2 août - 8 août             | [ 15 ] |
| La Nucia Challenger | La Nucia            | Espagne   | 9 août - 15 août            | [ 16 ] |
| Calanda Challenger  | Calanda             | Espagne   | 23 août - 29 août           | [ 17 ] |
| Cascais Master      | Cascais             | Portugal  | 30 août - 5 septembre       | [ 18 ] |
| Sardegna Open       | Cagliari            | Italie    | 6 septembre - 11 septembre  | [ 19 ] |
| Barcelona Master    | Barcelone           | Espagne   | 13 septembre - 19 septembre | [ 20 ] |
| Lugo Open           | Lugo                | Espagne   | 20 septembre - 26 septembre | [ 21 ] |
| Albacete Challenger | Albacete            | Espagne   | 27 septembre - 3 octobre    | [ 22 ] |
| Minorque Open       | Minorque            | Espagne   | 4 octobre - 10 octobre      | [ 23 ] |
| Alfafar Challenger  | Alfafar             | Espagne   | 11 octobre - 17 octobre     | [ 24 ] |
| Córdoba Open        | Cordoue             | Espagne   | 18 octobre - 24 octobre     | [ 25 ] |
| Swedish Open        | Malmö               | Suède     | 8 novembre - 14 novembre    | [ 26 ] |
| Buenos Aires Master | Buenos Aires        | Argentine | 22 novembre - 28 novembre   | [ 27 ] |
| Mexico Open         | Mexico              | Mexique   | 1 décembre - 5 décembre     | [ 28 ] |
| Madrid Master Final | Madrid              | Espagne   | 16 décembre - 19 décembre   | [ 29 ] |

## Résultats

### Compétition masculine
| Master       |
| Open         |
| Challenger   |
| Master Final |

| Tournoi             | Vainqueurs                           | Finalistes                           | Résultat        | Refs.  |
| ------------------- | ------------------------------------ | ------------------------------------ | --------------- | ------ |
| Madrid              | Fernando Belasteguín Sanyo Gutiérrez | Franco Stupaczuk Alejandro Ruíz      | 6-7 / 6-4 / 6-3 | [ 30 ] |
| Alicante            | Juan Lebrón Alejandro Galán          | Franco Stupaczuk Alejandro Ruíz      | 6-0 / 6-4       | [ 31 ] |
| Vigo                | Fernando Belasteguín Sanyo Gutiérrez | Paquito Navarro Martín Di Nenno      | 4-6 / 6-4 / 6-2 | [ 32 ] |
| Santander           | Juan Lebrón Alejandro Galán          | Javier Rico Jerónimo González        | 6-3 / 6-2       | [ 33 ] |
| Marbella            | Juan Lebrón Alejandro Galán          | Pablo Lima Agustín Tapia             | 7-6 / 6-2       | [ 34 ] |
| Valladolid          | Maxi Sánchez Luciano Capra           | Federico Chingotto Juan Tello        | 6-3 / 6-4       |        |
| Valence             | Fernando Belasteguín Sanyo Gutiérrez | Juan Lebrón Alejandro Galán          | 7-5 / 3-6 / 6-4 |        |
| Marbella            | Javier Rico Jerónimo González        | Jorge Nieto Adrián Allemandi         | 6-3 / 3-6 / 6-3 | [ 35 ] |
| Las Rozas de Madrid | Pablo Lima Agustín Tapia             | Fernando Belasteguín Sanyo Gutiérrez | 6-1 / 6-4       |        |
| Lerma               | Luciano Capra Javier Garrido         | Javier Rico Jerónimo González        | 6-3 / 6-3       | [ 36 ] |
| Málaga              | Pablo Lima Agustín Tapia             | Paquito Navarro Martín Di Nenno      | 6-2 / 7-6       |        |
| La Nucia            | Javier Rico Jerónimo González        | Lucas Campagnolo Lucas Bergamini     | 6-4 / 2-0 ab.   | [ 37 ] |
| Calanda             | Jorge Nieto Adrián Allemandi         | Denis Perino Arnau Ayats             | 6-3 / 6-3       | [ 38 ] |
| Cascais             | Juan Lebrón Alejandro Galán          | Federico Chingotto Juan Tello        | 4-6 / 7-5 / 6-3 |        |
| Cagliari            | Franco Stupaczuk Alejandro Ruíz      | Paquito Navarro Martín Di Nenno      | 6-2 / 7-6       |        |
| Barcelone           | Paquito Navarro Martín Di Nenno      | Federico Chingotto Juan Tello        | 6-2 / 3-6 / 6-4 |        |
| Lugo                | Juan Lebrón Alejandro Galán          | Paquito Navarro Martín Di Nenno      | 6-4 / 4-6 / 6-3 |        |
| Albacete            | Javier Garrido Miguel Yanguas        | Luciano Capra Agustín Gutiérrez      | 6-2 / 7-5       | [ 39 ] |
| Minorque            | Juan Lebrón Alejandro Galán          | Paquito Navarro Martín Di Nenno      | 6-3 / 6-4       | [ 40 ] |
| Alfafar             | Jorge Nieto Javier Gonzalez Barahona | Gonzalo Rubio Iván Ramirez Del Campo | 6-4 / 6-2       |        |
| Cordoue             | Paquito Navarro Martín Di Nenno      | Franco Stupaczuk Alejandro Ruíz      | 6-3 / 6-3       | [ 41 ] |
| Malmö               | Sanyo Gutiérrez Agustín Tapia        | Paquito Navarro Martín Di Nenno      | 7-5 / 6-0       | [ 42 ] |
| Buenos Aires        | Paquito Navarro Martín Di Nenno      | Sanyo Gutiérrez Agustín Tapia        | 6-4 / 6-2       | [ 43 ] |
| Mexico              | Franco Stupaczuk Alejandro Ruiz      | Paquito Navarro Martín Di Nenno      | 6-3 / 3-6 / 6-2 | [ 44 ] |
| Madrid Master Final | Juan Lebrón Alejandro Galán          | Sanyo Gutiérrez Agustín Tapia        | 6-4 / 6-4       | [ 45 ] |

### Compétition féminine
| Master       |
| Open         |
| Challenger   |
| Master Final |

| Tournoi             | Vainqueurs                            | Finalistes                            | Résultat                       | Refs.                          |
| ------------------- | ------------------------------------- | ------------------------------------- | ------------------------------ | ------------------------------ |
| Madrid              | Paula Josemaría Ariana Sánchez        | Lucía Sainz Bea González              | 6-3 / 6-4                      | [ 46 ]                         |
| Alicante            | Alejandra Salazar Gemma Triay         | Paula Josemaría Ariana Sánchez        | 6-0 / 6-1                      | [ 47 ]                         |
| Vigo                | María Virginia Riera Patricia Llaguno | Alejandra Salazar Gemma Triay         | 2-6 / 6-3 / 7-5                | [ 48 ]                         |
| Santander           | Delfina Brea Tamara Icardo            | María Virginia Riera Patricia Llaguno | 6-1 / 7-5                      | [ 49 ]                         |
| Marbella            | Paula Josemaría Ariana Sánchez        | María Virginia Riera Patricia Llaguno | 6-2 / 6-3                      |                                |
| Valladolid          | Alejandra Salazar Gemma Triay         | Paula Josemaría Ariana Sánchez        | 6-3 / 6-3                      |                                |
| Valence             | Delfina Brea Tamara Icardo            | Alejandra Salazar Gemma Triay         | 6-7 / 6-1 / 6-4                |                                |
| Marbella            | Aranzazu Osoro Victoria Iglesias      | Elisabeth Amatriaín Carolina Navarro  | 5-7 / 7-5 / 6-4                | [ 35 ]                         |
| Las Rozas de Madrid | Paula Josemaría Ariana Sánchez        | Marta Marrero Marta Ortega            | 6-2 / 6-1                      |                                |
| Lerma               | Carla Mesa Mari Carmen Villalba       | Jessica Castelló Alix Collombon       | 6-0 / 7-5                      | [ 36 ]                         |
| Malaga              | Alejandra Salazar Gemma Triay         | Delfina Brea Tamara Icardo            | 7-5 / 6-2                      |                                |
| La Nucia            | Jessica Castelló Alix Collombon       | Aranzazu Osoro Bárbara Las Heras      | 6-1 / 6-3                      | [ 37 ]                         |
| Calanda             | Elisabeth Amatriaín Carolina Navarro  | Jessica Castelló Alix Collombon       | 6-4 / 7-6                      | [ 50 ]                         |
| Cascais             | Paula Josemaría Ariana Sánchez        | Marta Marrero Marta Ortega            | 6-3 / 6-4                      |                                |
| Cagliari            | Alejandra Salazar Gemma Triay         | Paula Josemaría Ariana Sánchez        | 6-7 / 6-3 / 6-1                |                                |
| Barcelone           | Alejandra Salazar Gemma Triay         | Lucía Sainz Bea González              | 6-1 / 6-2                      |                                |
| Lugo                | Alejandra Salazar Gemma Triay         | María Virginia Riera Patricia Llaguno | 6-1 / 6-4                      |                                |
| Albacete            | Sofía Araujo Ana Catarina Nogueira    | Carmen Goenaga Beatriz Caldera        | 3-6 / 7-6 / 6-3                | [ 51 ]                         |
| Minorque            | Alejandra Salazar Gemma Triay         | Lucía Sainz Marta Marrero             | 4-6 / 6-4 / 6-3                | [ 52 ]                         |
| Alfafar             | Jessica Castelló Alix Collombon       | Elisabeth Amatriaín Carolina Navarro  | 6-3 / 6-2                      |                                |
| Cordoue             | Alejandra Salazar Gemma Triay         | Paula Josemaría Ariana Sánchez        | 6-7 / 6-4 / 6-4                |                                |
| Malmö               | Paula Josemaría Ariana Sánchez        | Delfina Brea Tamara Icardo            | 6-2 / 6-3                      | [ 53 ]                         |
| Buenos Aires        | Tournoi exclusivement masculin        | Tournoi exclusivement masculin        | Tournoi exclusivement masculin | Tournoi exclusivement masculin |
| Mexico              | Tournoi exclusivement masculin        | Tournoi exclusivement masculin        | Tournoi exclusivement masculin | Tournoi exclusivement masculin |
| Madrid Master Final | Paula Josemaría Ariana Sánchez        | Lucía Sainz Marta Marrero             | 6-4 / 6-2                      | [ 54 ]                         |

## Classement final
Ci-dessous les classements du circuit World Padel Tour à la fin de la saison 2021, après le dernier tournoi.

### Classement individuel masculin
| N.º | Nom                  | Points |
| --- | -------------------- | ------ |
| 1   | Alejandro Galán      | 13.055 |
| 1   | Juan Lebrón          | 13.055 |
| 3   | Paquito Navarro      | 11.910 |
| 3   | Martín Di Nenno      | 11.910 |
| 5   | Sanyo Gutiérrez      | 9.010  |
| 6   | Agustín Tapia        | 8.770  |
| 7   | Alejandro Ruíz       | 7.555  |
| 8   | Franco Stupaczuk     | 7.515  |
| 9   | Fernando Belasteguín | 6.675  |
| 10  | Federico Chingotto   | 6.515  |
| 10  | Juan Tello           | 6.515  |
| 12  | Pablo Lima           | 6.360  |
| 13  | Luciano Capra        | 4.991  |
| 14  | Maxi Sánchez         | 4.800  |
| 15  | Arturo Coello        | 3.696  |
| 16  | Jerónimo González    | 3.673  |

### Classement individuel féminin
| N.º | Nom                  | Points |
| --- | -------------------- | ------ |
| 1   | Alejandra Salazar    | 12.755 |
| 1   | Gemma Triay          | 12.755 |
| 3   | Ariana Sánchez       | 11.585 |
| 3   | Paula Josemaría      | 11.585 |
| 5   | Delfina Brea         | 7.505  |
| 6   | Tamara Icardo        | 7.294  |
| 7   | María Virginia Riera | 6.955  |
| 7   | Patricia Llaguno     | 6.955  |
| 9   | Lucía Sainz          | 6.625  |
| 10  | Marta Marrero        | 5.840  |
| 11  | Beatriz González     | 5.735  |
| 12  | Victoria Iglesias    | 5.120  |
| 13  | Aranzazu Osoro       | 5.115  |
| 14  | Marta Ortega         | 4.950  |
| 15  | Majo Sánchez Alayeto | 3.435  |
| 16  | Mapi Sánchez Alayeto | 3.265  |